# أبو حليمة
قرية أبو حليمة من القرى السودانية التي تقع في العاصمة السودانية الخرطوم وبالتحديد شرق النيل وتبعد عن مركز المدينة أربعة وعشرين كليو مترا وحوالي 17 كيلو مترا شمال الخرطوم بحري وهي من اقدم قرى بحري.
عدد السكان ٢.٥٠٠ نسمة تقريباً[بحاجة لمصدر].
تعتبر منطقة أبوحليمة من القرى ذات الإنتاج الزراعي والحيواني وصناعة الأعلاف الخضراء والفواكه، خصوصًا المانجو. يحدها من الغرب نهر النيل ومن الشرق خط السكة الحديدية، مما يجعلها منطقة ذات موقع استراتيجي ومهمة زراعيًا . 

## التنمية والخدمات في أبو حليمة
في إطار التنمية المحلية، أصدر وزير التنمية الاجتماعية بولاية الخرطوم في أكتوبر 2022 قرارًا بتكوين لجنة فنية لإدارة مركز أبو حليمة الإنتاجي، وذلك لتعزيز الأنشطة الاقتصادية ودعم المجتمع المحلي عبر مشاريع تنموية تهدف إلى تحسين أوضاع السكان وزيادة الإنتاج الزراعي والصناعي

### المشروع الزراعي
في العام 2018 تم إطلاق مشروع زراعي بتمويل من بنك الخرطوم، يهدف إلى توفير فرص اقتصادية للخريجين وأصحاب الدخل المحدود. يشمل المشروع دعم 125 خريجًا وأسرهم للعمل في القطاع الزراعي الحديث، من خلال برامج تمويلية مبتكرة. يتكون المشروع من 25 بيتًا محميًا، يحتوي كل منها على خمسة أنفاق زراعية، مما يعزز الإنتاجية ويساهم في الاستفادة من التقنيات الزراعية الحديثة.

## الأحداث الأخيرة في أبو حليمة
في حرب السودان 2023، تعرضت منطقة أبو حليمة في أبريل 2024 إلى اقتحام من قبل قوات الدعم السريع، حيث تم إجبار السكان على مغادرة منازلهم تحت تهديد السلاح.
هذا الحدث كان جزءًا من الاضطرابات التي شهدها السودان في تلك الفترة، مما أدى إلى موجة نزوح داخلي.

## وصلات خارجية
- منطقة ابوحليمة مسقط رأس الفن والابداع
- منطقة أبو حليمة الأرث والتاريخ